# Girolamo Sirchia

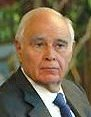
Girolamo Sirchia

Girolamo Sirchia (Milaan, 14 september 1933), was minister van Volksgezondheid ten tijde van het  tweede kabinet-Berlusconi.
De bekendste wet die hij invoerde, was de wet tegen het roken. Sinds 1 januari 2005 is het volstrekt verboden te roken in welke openbare plek of werkplek dan ook. Vele Italianen stopten hierna met roken.